# Carla Henius
Carla Henius (Mannheim, 4 maggio 1919 – Murnau am Staffelsee, 27 dicembre 2002) è stata un mezzosoprano e contralto tedesco.
Si è più volte autodefinita come un pioniere consistente della cosiddetta musica contemporanea del ventesimo secolo.

## Biografia
È stata una interprete di musica contemporanea e il suo nome risulta in particolar modo legato alle opere di Luigi Nono e Arnold Schönberg.
È stata sposata con il regista Joachim Klaiber.